# Ophryotrocha labidion
Ophryotrocha labidion är en ringmaskart som beskrevs av Hilbig och Blake 1991. Ophryotrocha labidion ingår i släktet Ophryotrocha och familjen Dorvilleidae. Inga underarter finns listade i Catalogue of Life.